# Epityches phlysto
Epityches phlysto är en fjärilsart som beskrevs av Felder 1862. Epityches phlysto ingår i släktet Epityches och familjen praktfjärilar. Inga underarter finns listade i Catalogue of Life.